# Balîci, Mostîska
Balîci (în ucraineană Баличі) este localitatea de reședință a comunei Balîci din raionul Mostîska, regiunea Liov, Ucraina.

## Demografie
Componența lingvistică a localității Balîci
     Ucraineană (99,9%)
     Alte limbi (0,1%)
Conform recensământului din 2001, majoritatea populației localității Balîci era vorbitoare de ucraineană (99,9%), existând în minoritate și vorbitori de alte limbi.